# Ontinyent
« Onteniente » redirige ici.  Pour les autres significations, voir Onteniente (homonymie).
Ontinyent, en valencien et officiellement, (Onteniente en castillan), est une commune de la province de Valence, dans la Communauté valencienne, en Espagne. Elle est située dans la comarque de la Vall d'Albaida et dans la zone à prédominance linguistique valencienne.

## Géographie

Localisation d'Ontinyent
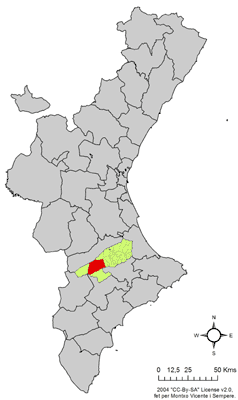
dans la Communauté valencienne.
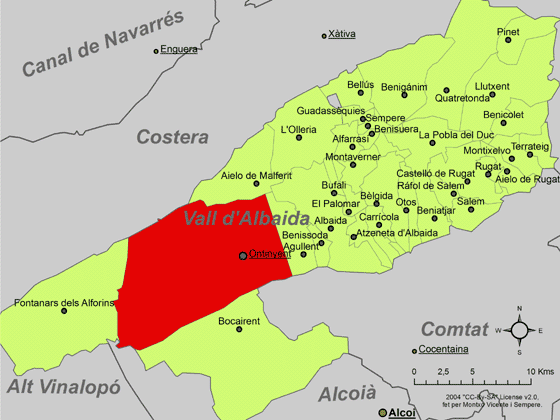
dans la comarque de la Vall d'Albaida.

Depuis Valence, on accède à cette localité en prenant l'A-7 espagnole, puis la CV-40, et enfin la CV-650. Elle est également desservie par la ligne ferroviaire Xàtiva-Alcoi
Le climat est méditerranéen froid, avec des gelées de printanières et des neiges en hiver ; les étés sont extrêmement chauds, bien que les nuits soient parfois fraîches.

### Localités limitrophes
Le territoire municipal d'Ontinyent est voisin de celui des communes suivantes :
Agullent, Aielo de Malferit, Bocairent, Fontanars dels Alforins, Moixent et Vallada, dans la province de Valence, Alfafara et Banyeres de Mariola dans la province d'Alicante.

## Démographie
| 1857   | 1887   | 1900   | 1910   | 1920   | 1930   | 1940   | 1950   | 1960   | 1970   | 1981   | 1991   | 2000   | 2006   |
| ------ | ------ | ------ | ------ | ------ | ------ | ------ | ------ | ------ | ------ | ------ | ------ | ------ | ------ |
| 10 489 | 11 165 | 11 430 | 12 390 | 12 470 | 12 342 | 13 564 | 14 689 | 18 787 | 23 685 | 28 123 | 29 511 | 31 343 | 36 368 |

Entre les recensements de 1920 et de 1930, la population a diminué car Fontanares a pris son indépendance.

## Administration
Liste des maires, depuis les premières élections démocratiques.
| Législature | Nom du maire                | Parti politique                     |
| ----------- | --------------------------- | ----------------------------------- |
| 1979-1983   | Rafael Tortosa Vañó         | PSPV-PSOE                           |
| 1983-1987   | Rafael Tortosa Vañó         | PSPV-PSOE                           |
| 1987-1991   | Rafael Tortosa Vañó         | PSPV-PSOE                           |
| 1991-1995   | Vicente Requena             | PSPV-PSOE                           |
| 1995-1999   | Vicente Requena             | PSPV-PSOE                           |
| 1999-2003   | Mª Lina Insa/Rafael Portero | PP/BNV (Bloc Nacionalista Valencià) |
| 2003-2007   | Manuel Reguart Penades      | PSPV-PSOE                           |
| 2007-2011   | Mª Lina Insa Rico           | PP                                  |
| 2011-       | Jorge Rodríguez Gramage     | PSPV-PSOE                           |

## Économie
Son économie repose principalement sur l'industrie textile, avec de grandes entreprises qui au fil des ans ont été des références tant en Espagne qu'internationalement : Gandia Blasco, Revert, Tejidos Reyna, Colortex, pour citer quelques exemples. Cependant, la crise du secteur textile s'est cruellement fait sentir dans la comarque et de nombreuses entreprises emblématiques comme Paduana, ou d'autres de moindres importances liées d'une manière ou d'une autre au textile, ont finalement mis la clef sous la porte.
Elle possède de plus une richesse agricole considérable. Sa végétation est typiquement méditerranéenne, essentiellement constituée de pins, romarin, thym, etc. Les cultures les plus importantes sont la vigne, les oliviers, les caroubiers, les amandiers, les céréales et les vergers.
Ontinyent a également une certaine tradition touristique due à ses fêtes de Moros y Cristianos.
La localité est aussi le siège d'une caisse d'épargne, Caixa Ontinyent, qui a une certaine importance tant dans la comarque que dans les zones limitrophes.

## Personnalités
- Juan Carlos Ferrero (né en 1980), joueur de tennis, ancien numéro un mondial de son sport
- Miquel Àngel Múrcia i Cambra (né en 1982), compositeur espagnol

### Sources
- (es) Cet article est partiellement ou en totalité issu de l’article de Wikipédia en espagnol intitulé « Onteniente » (voir la liste des auteurs).
- (es) Varaciones de los municipios de España desde 1842, Ministerio de administraciones públicas, octobre 2008, 364 p. (lire en ligne) [PDF]